# 少花琼楠
少花琼楠（学名：Beilschmiedia pauciflora），为樟科琼楠属下的一个植物种，是一種高14米的乔木。該物種主要分佈於中華人民共和國云南省南部海拔550-1000米的山坡。